# Kavalama urens
Kavalama urens là một loài thực vật có hoa trong họ Cẩm quỳ. Loài này được (Roxb.) Raf. mô tả khoa học đầu tiên năm 1838.